# Isleta

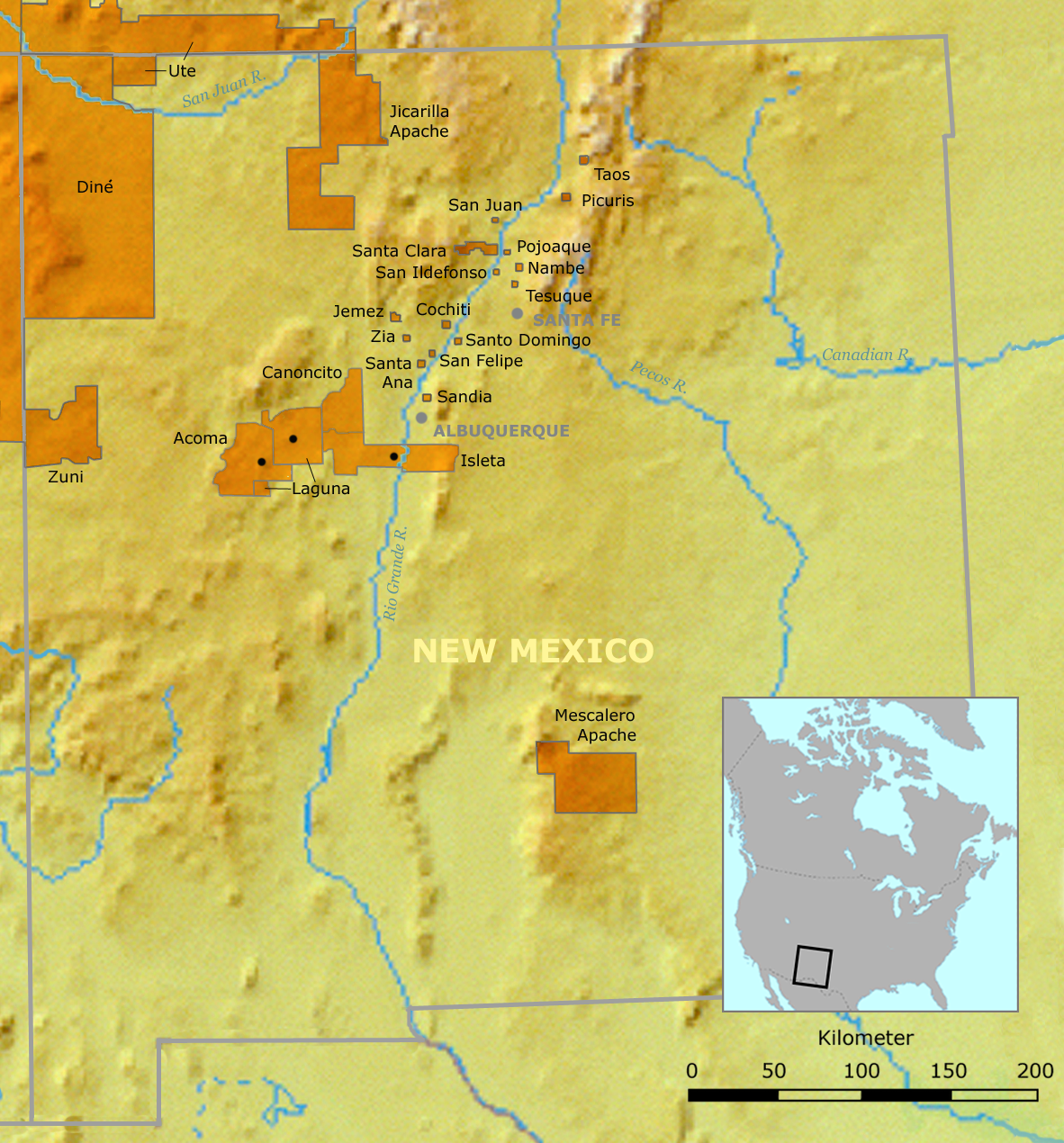
Lage des Isleta-Pueblos, benachbarter Pueblos und Reservate in New Mexico

Die Isleta sind ein Indianervolk und gehören zu den Pueblo-Indianern. Sie sprechen Tiwa, eine Sprache aus der Kiowa-Tano Sprachfamilie. Der Name stammt von dem spanischen Wort für Kleine Insel. Der eigene Name lautet Tuel und bedeutet Stadt. Der gleichlautende Wohnort ist der Fläche nach der größte aller südwestlichen Pueblos und liegt am Rio Grande südlich von Albuquerque in New Mexico. Er hat die zweitgrößte Bevölkerungszahl aller Pueblos, wenn man die Vororte Chicale und die Oraibi genannte Laguna Kolonie dazurechnet.

## Geschichte
Die Bevölkerung von Isleta war im 17. Jahrhundert nach der Aufnahme von Flüchtlingen anderer Tiwa-Dörfer, die Schutz vor Überfällen der Apachen suchten, stark angewachsen. Von den zwanzig Dörfern, aus dem die südliche Tiwa-Provinz zur Zeit der Spanier bestand, blieb Ende des 18. Jahrhunderts nur Isleta übrig.
Die große Zahl an spanischen Siedlern, die vor dem Pueblo-Aufstand von 1680 nach Isleta gezogen waren, verhinderte unabsichtlich die Beteiligung des Dorfes am Aufstand. Bevor Gouverneur Antonio de Otermin auf seinem Rückzug nach El Paso del Norte Isleta erreichte, hatten die meisten Einwohner jedoch ihren Pueblo verlassen und sich den Aufständischen angeschlossen.
Bei seinem vergeblichen Versuch im Jahre 1681, New Mexico zurückzuerobern, griff Gouverneur de Otermin Isleta und verschiedene andere südliche Tiwa-Dörfer an. Er nahm Hunderte von Gefangenen, die er südlich von El Paso in einem neuen Dorf namens Isleta de Sur ansiedelte. Nachfahren dieser Gruppe leben dort noch in einem Reservat und haben erste Schritte unternommen, ihre Kultur zu bewahren und zu erneuern.
Isleta war der einzige Pueblo am Rio Grande, der den spanischen Brauch der Gouverneurswahl übernommen hat. Mit der Übertragung der Macht der Kaziken, von denen gewöhnlich die weltlichen Amtsträger ernannt wurden, entwickelten sich gewisse Führungsprobleme. Um 1880 kam es über diese Frage zu ernsthaften Parteienstreitigkeiten, und der Dissens über die Behandlung von dörflichen Angelegenheiten und Wahlverfahren dauert bis heute an. Eine 1947 übernommene Verfassung und eine Regierung in Form einer Ratsversammlung konnten diese Probleme noch nicht ganz lösen.

## Lebensweise und Kultur
Mit einigem Erfolg wurde in Isleta der Versuch unternommen, Landwirtschaft als Gemeindeunternehmung zu betreiben. Vorwiegend werden Getreide, Bohnen, Baumwolle und Kürbisse angebaut. Trotzdem haben viele Bewohner immer noch ihre eigenen Gärten und Viehherden. Lohnarbeit in Albuquerque ist wahrscheinlich die wichtigste und einfachste Einkommensquelle. In abnehmender Menge werden noch silbergeschmiedete und gewebte Handwerksarbeiten hergestellt. Die sogenannte Isleta-Töpferei stammt aus der Laguna Kolonie, die sich um 1880 in Isleta angesiedelt hat. Trotz aller Meinungsverschiedenheiten gibt es in Isleta ein aktives zeremonielles Leben. Die wichtigsten religiösen Zeremonien finden am Ende der Erntezeit statt. Sie bestehen vorwiegend aus Gebeten und Tänzen, mit denen für einen guten Ertrag und für Regen gedankt wird (Corn Dance am 28. August). Die Bewohner sind in Sommer- und Wintermenschen aufgeteilt, die abwechselnd für die zyklischen Rituale verantwortlich sind.
Die Kirche San Antonio de la Isleta wurde wieder auf- und einige Male umgebaut, enthält aber wahrscheinlich viele Details der 1626 erbauten Original-Mission San Augustin de la Isleta. Anton Docher diente 34 Jahre lang in der St.-Agustin-Kirche bis zu seinem Tod 1928. Er wird in der Nähe des vorherigen Priesters, Padre Padilla, in der Nähe des Altars der Kirche in Isleta begraben.

## Demografie
Die Bevölkerung von Isleta schätzte man um 1680 auf 2.000 Bewohner. Im ausgehenden 20. Jahrhundert betrug ihre Zahl etwa 3.650, davon 2.440 ständige Bewohner, die in dem 851 km² großen Reservat lebten.